# Anchinoe
Anchinoe (in greco antico: Ἀγχινόη?, Anchinóe)  è un personaggio della mitologia greca ed una naiade figlia del dio fluviale Nilo.

## Mitologia
Anchinoe si innamorò di Belo, fratello gemello di Agenore e figlio di Libia e del il dio dei mari Posidone. Dalla loro unione nacquero i gemelli Egitto (padre di cinquanta figli detti Egittidi) e Danao, colui che ebbe le cinquanta figlie conosciute come Danaidi. 
Anchinoe fu madre anche di Cefeo e Fineo, colui che contrastò le nozze di Perseo con Andromeda, la figlia di Cefeo.